# Aeródromo Aguas Blancas
El Aeródromo Antofagasta (OACI: SCGU) es un terminal aéreo ubicado a 95 kilómetros al sureste de Antofagasta, en la Provincia de Antofagasta, Región de Antofagasta, Chile. Es de propiedad privada.